# TBS火曜10時枠の連続ドラマ
TBS火曜10時枠の連続ドラマ（ティービーエスかようじゅうじわくのれんぞくドラマ）は、1969年4月1日から1976年6月1日、および1976年10月5日から1982年4月27日までTBS系列局が火曜22時台に編成していた海外ドラマ枠である。

## 歴史
それまでこの時間帯には、前半30分に朝日放送製作の30分ドラマが、後半30分にドキュメンタリー番組『カメラ・ルポルタージュ』が放送されていたが、1969年4月の改編で統合され、海外ドラマを放送する1時間枠に変更された。
放送作品は、大半がサスペンスドラマであった。特に『刑事コジャック』は全5シーズンにわたって放送され、主演のテリー・サバラスやサバラスの吹き替えを担当した森山周一郎は大スターとなった。また『刑事スタスキー&ハッチ』シリーズも好評で、後にTBSが大映テレビと共同製作する『噂の刑事トミーとマツ』のモデルになった。
なお、この枠は1987年10月に帯の報道番組『JNNニュース22プライムタイム』が開始するまで、この海外ドラマ枠をはじめ、1976年6月8日 - 同年9月28日及び1982年5月4日 - 1987年9月（在京キー局のTBSでは非ドラマ番組）を含めてローカルセールス枠となっていた。このため、この枠はTBS系列局でもこの時期に該当する18年半という放送期間中はTBSとの同時ネットを行わず、自社制作番組や系列内外の遅れネット番組を編成する系列局があった。
『鬼警部アイアンサイド』（第4シーズン）放送期間中の1975年3月末に、近畿地区でいわゆる腸捻転の解消が行われた。そのため、これ以後は朝日放送に替わって毎日放送が本枠をネットしていた。なお、朝日放送がネットしていた時代はTBSとの同時ネットだった。毎日放送に移行した当初は遅れネットだったが、後に同時ネットに移行した。
中国放送では、腸捻転時代は『テレビスター劇場』（毎日放送制作・NETテレビ系）を2週遅れで放送し、腸捻転解消直後は『残りの雪』など東京12チャンネル制作ドラマの遅れネット枠としていたため本枠の海外ドラマは遅れネットだったが、1980年時点では原則として同時ネットとなっていた。

## 編成時間
いずれも日本標準時。
- 火曜 22:00 - 22:56 （1969年4月1日 - 1972年9月26日）
- 火曜 22:00 - 22:55 （1972年10月3日 - 1976年6月1日、1976年10月5日 - 1982年4月27日）

## 放送作品一覧

### 第1期
- 鬼警部アイアンサイド（第1シーズン）（1969年4月1日 - 1970年9月22日）
- スパイのライセンス（第2シーズン）（1970年9月29日 - 1971年6月8日）
- 鬼警部アイアンサイド（第2シーズン）（1971年6月15日 - 1972年5月30日）
- 秘密捜査官オハラ（1972年6月6日 - 10月3日） - この作品の最終回では放送時間を1分縮小して22:00 - 22:55に変更。
- FBIアメリカ連邦警察（第4シーズン）（1972年10月10日 - 1973年7月24日）
- 鬼警部アイアンサイド（第3シーズン）（1973年7月31日 - 1974年8月6日）
- FBIアメリカ連邦警察（第5シーズン）（1974年8月13日 - 1975年1月21日）
- 鬼警部アイアンサイド（第4シーズン）（1975年1月28日 - 9月23日）
- 刑事コジャック（第1シーズン）（1975年9月30日 - 1976年6月1日）

### 第2期
- 刑事コジャック（第2シーズン）（1976年10月5日 - 12月28日）
- 刑事ブロンク（英語版）（1977年1月4日 - 6月21日）
- 刑事コジャック（第3シーズン）（1977年6月28日 - 12月13日）
- 刑事スタスキー&ハッチ（第1シーズン）（1977年12月20日 - 1978年6月6日）
- 刑事コジャック（第4シーズン）（1978年6月13日 - 12月19日）
- 刑事スタスキー&ハッチ（第2シーズン）（1978年12月26日 - 1979年6月26日）
- 刑事コジャック（第5シーズン）（1979年7月3日 - 11月27日）
- 刑事スタスキー&ハッチ（第3シーズン）（1979年12月4日 - 1980年4月15日）
- 刑事デルベッキオ（英語版）（1980年4月22日 - 9月9日）
- 刑事スタスキー&ハッチ（第4シーズン）（1980年9月16日 - 1981年1月27日）
- 探偵ハート&ハート（第1シーズン）（1981年2月3日 - 7月21日）
- フラミンゴ・ロード（英語版）（1981年7月28日 - 11月17日）
- 探偵ハート&ハート（第2シーズン）（1981年11月24日 - 1982年4月27日）

## 参考資料
- キー局番組編成変遷表[出典無効]